# Herbard VIII. Turjaški
Herbard VIII. baron Turjaški (nemško Herbard VIII. Freiherr von und zu Auersperg), kranjski politik in vojskovodja iz matične veje Turjaških, * 15. junij 1528, Dunaj, † 22. september 1575, Budački, hrvaška Vojna krajina.
V zgodovino se je zapisal kot pomemben deželni glavar Kranjske, kot vrhovni poveljnik hrvaške in slavonske Vojne krajine. Kot goreč privrženec protestantizma se je v veliki meri zavzemal, da bi se reformacija razširila tudi po Kranjskem. V ta namen je podpiral in branil mnoge slovenske protestantske pisce tistega obdobja. Na Kranjskem, kakor tudi na Hrvaškem, je zaradi svoje hrabrosti v bojih z Turki veljal za nespornega junaka. Stalno domovanje Herbarda Turjaškega je bil grad Turjak na Dolenjskem.

## Grb (rodovni grbTurjaških)
Na rdečem ščitu vzpenjajoči se tur (v nemščini »Auerochse«), po katerem je rodbina dobila ime. 

## Življenje
Herbard se je rodil v času, ko so življenje na Kranjskem zaznamovali predvsem trije dejavniki: širjenje reformacije, turški vpadi in kmečki upori. Kot mladenič se je šolal na Dunaju. Že kmalu v mladosti se je srečal s protestantizmom in se spreobrnil k evangeličanski veri. Tako kot sta mu narekovala vojaški talent in temperament, se je po zgledu mnogih svojih prednikov Turjaških, podal na vojaško pot. Pod izkušenim vodstvom Ivana pl. Lenkovića, takratnega mejnega poveljnika Štajerske in Slovenske krajine in organizatorja Vojne krajine na Hrvaškem, je dobil mladi Auersperg priložnost, da se izkaže v neposrednih bojih s Turki. Njegove zasluge na vojaškem polju so bile tako velike, da so ga leta 1548, ko je bil star komaj 20 let, izbrali za glavarja Uskokov v takrat strateško pomembni mejni utrdbi Senj na dalmatinski obali. 14. marca 1550 je sledilo povišanje v svobodnega gospoda, leta 1557 pa še imenovanje za podpoveljnika na hrvaški meji. Leta 1556 je v dolini reke Une, blizu utrdbe Novi v današnji zahodni Bosni premagal turško vojsko in ujel njenega poveljnika. Za to dejanje je bil imenovan za deželnega glavarja Kranjske, položaj, ki je v tistih nemirnih časih predstavljal velik izziv. Funkcijo deželnega glavarja je obdržal in opravljal vse do svoje smrti leta 1575, po drugih virih do leta 1572. Leta 1569 je kot general-poveljnik prevzel tudi upravo nad celotno hrvaško Vojno krajino.

## Spodbujevalec protestantizma na Kranjskem
V 16. stoletju je postajal, tako kot drugod po Evropi, tudi na Kranjskem vse glasnejši klic po ´Reformaciji Cerkve v glavi in udih`. Kot mnogo drugih kranjskih stanovskih kolegov, plemičev, je bil tudi Herbard Turjaški prepričan pripadnik in podpornik protestantizma. Že od mladosti dalje se je odprto priznaval za pripadnika evangeličanske veroizpovedi in se načelno upiral vsem protireformatorskim ukrepom, ki jih je izvajala takratna katoliška hierarhija. 
Protestantska rodbina Turjaških je tako vzdrževala prijateljske vezi s Primožem Trubarjem, piscem prve tiskane knjige v slovenskem jeziku in najvidnejšim slovenskim protestantom tistega časa. Ko se je nekoč Trubar, po še enem od mnogih pregonov s strani katoliške cerkve, iz Nemčije vračal na rodno Kranjsko, mu je Herbardova žena naproti poslala tri konje in ga povabila na Turjaški grad. Turjaški so podpirali tudi drugega od začetnikov slovenske literature, magistra Jurija Dalmatina, avtorja prve Biblije v slovenskem jeziku.
V cerkvi Sv. Kancijana, v neposredni bližini Turjaka, so Turjaški od leta 1564 nastavili protestantskega duhovnika. Prav tako je lahko od takrat dalje tudi vse maše v grajski kapeli daroval izključno luteranski duhovnik.
Poleg nepravilnosti v Cerkvi tistega časa je bil Herbard kritičen tudi do obnašanja razvajenega kranjskega plemstva; videl je namreč, da plemiči le zelo neradi iz lastnega žepa krijejo stroške obrambe dežele pred zunanjim sovražnikom in da to breme s povišanjem davkov mnogo raje preložijo na pleča slovenskih kmetov. V tem je Turjaški zelo točno predvidel naslednjo nevarnost, ki deželi ni grozila od zunaj, temveč od znotraj - kmečke upore.

## Bitka pri Budačkem in smrt

### Predpriprave
V Brucku na Muri, Štajerska, kjer so se na začetku septembra 1575 zbrali odposlanci notranjeavstrijskih dežel, da bi se posvetovali o obrambi meja pred Turki, je Herbard Turjaški prejel novico o koncentraciji večjih turških čet pri Bihaću v Bosni. Pet turških begov se je pripravljalo, da z dobro oboroženo vojsko pomendra Hrvaško. Turjaški je dejal: »Ne bom se izogibal bitki, čeprav vem, da me bo to tokrat stalo glave.« Kmalu nato se je s spremstvom podal na pot do meje. Poln smrtnih slutenj je nekaj dni preživel še z družino na Turjaškem gradu in sestavil svojo oporoko. Kmalu zatem se je skupaj s svojim sinom Volkom Engelbertom in 50 drugimi vitezi podal na pot do Pobrežja na Kolpi. Od tam je odposlal sporočilo vsem oficirjem Vojne krajine, naj nemudoma oborožijo svoje čete in se v roku štirih dni priključijo njegovi četi pri utrdbi Budački v današnjem Kordunu. Sam Turjaški s svojimi vitezi je bil 21. septembra že pri hrvaškem plemiču Tušiloviću v bližini Budačkega in se tam utaboril.

### Potek bitke
Turjaškemu se je pridružilo okoli 1000 konjenikov in približno 1000 pešakov. Valvasor poroča, da je Turjaški pred bitko preživel nemirno noč, kot da bi slutil, da bo kmalu izdan, obkoljen in izgubljen. Še v temi je dal prebuditi svoje služabnike, se oblekel v polno bojno opremo in poslal štiri hrvaške viteze v izvidnico. Bilo je 22. septembra 1575. Spregovoril je še nekaj vzpodbudnih besed s svojim sinom, zvestim soborcem Friderikom Višnjegorskim, poglavarjem strelcev, in drugimi. Nato se je namenil, da pregleda svoje čete. 
Takrat je napadla manjša enota Turkov. Turjaški je takoj poprijel in nagnal turško izvidnico v beg. Medtem pa se je taboru že približalo jedro turške vojske in pospešeno jezdilo na pomoč svojim. Pritisk Turkov je postajal vse nevzdržnejši in krog okoli Turjaškega se je nezadržno ožil. V žaru bitke, ko je Turjaški poskušal pomagati hrvaškemu soborcu Ivanu Voljkoviću iz sovražnikovega obroča, so mu Turki ustrelili konja, ga potegnili iz sedla, umorili in obglavili. 
Enote Turjaškega, ki so bile številčno večkratno podrejene turškim (poročila govorijo o 10.000 do 12.000 turških bojevnikih) so bile uničene. Poleg Turjaškega so padli tudi Friderik Višnjegorski, Daniel von Tettau in še 200 drugih iz najožjega spremstva. Volk Engelbert Turjaški, Herbardov sin, Balthasar von Gusitsch, Volk Ensthaler, Tomaž Čadež, Julius von Sara in Christoph Purgstaller so bili ujeti. Nekaj članov odprave je pobegnilo nazaj na Pobrežje, kjer so poročali o popolnem porazu. 

### Zmagoslavni pohod vIstanbulu
Zmaga nad Herbardom Turjaškim, slavnim glavarjem vojvodine Kranjske in vrhovnim poveljnikom hrvaške Vojne krajine je bila za Turke velik uspeh. 9. decembra 1575 je Istanbul doživel zmagoslaven pohod turških čet, zmagovalk nad Turjaškim, skozi mesto. Takratni odposlanec rimskega cesarja pri otomanskem sultanu je sprevod opisal nekako takole: v povorki so Turki slavnostno nosili na kopja nabodeni glavi Herbarda in njegovega tovariša, Friderika Višnjegorskega. Vsako kopje je nosil tisti, ki je umrlega dejansko obglavil. Turek Deli Peruana, ki je obglavil Turjaškega, je bil imenovan za zaima, plačo pa so mu povišali na 250 zlatnikov. Imel je tudi možnost, da bo povzdignjen na rang alorija ali sansabega. Turek Deli Regiex, ki je obglavil Višnjegorskega, je bil prav tako povzdignjen za zaima in dodeljena mu je bila letna plača 2000 asperov. Odsekana glava kranjskega deželnega glavarja je delovala s svojo rdeče-sivo brado in osivelimi lasmi nekako »prijateljsko«. Glava Višnjegorskega je delovala nekako bolj dolga in je bila brez brade.

### Glavi Herbarda Turjaškega in Friderika Višnjegorskega
Glavama Turjaškega in Višnjegorskega so Turki odstranili kožo in ju balzamirali. V takšnem stanju so ju njuni sorodniki odkupili od Turkov za 20.000 zlatnikov. Valvasor, ki je Turjaški grad zelo dobro poznal, v svoji Slavi Vojvodine Kranjske poroča, da sta bili nagačeni glavi shranjeni v skrinji iz cipresovega lesa v orožarni gradu in čuvani kot družinski relikviji. Po hudih bojih med slovenskimi belogardisti in partizani leta 1943, ko je bil grad Turjak praktično razdejan, je izginila tudi skrinja. Obe nagačeni lobanji sta upodobljeni na nekaterih starih črno-belih risbah, obstaja pa celo ena barvna fotografija; to bi lahko pomenilo, da skrinja iz cipresovega lesa še danes obstaja in se še vedno nekje hrani.

### Mošeja Ferhadija
Z denarjem, ki so ga Turki prejeli kot odkupnino za obe lobanji in osvoboditev Herbardovega sina Volka Engelberta, je Ferhad-Beg plačal gradnjo mošeje Ferhadija v Banja Luki. Mošejo so dokončali leta 1580. 
Leta 1993, med državljansko vojno v Bosni in Hercegovini so srbski nacionalisti mošejo zravnali s tlemi. Obnova se je začela leta 2001.

### Posledice poraza pri Budačkem
Po Herbardovi smrti je poveljstvo nad Vojno krajino prevzel njegov brat, Vajkard Turjaški. Ker mu je primanjkovalo denarja, je moral za nekaj časa razpustiti zbrano obmejno vojsko. Vojaki so se razpršili na vse strani, po potrebi tudi ropali in morili med lokalnim kmečkim prebivalstvom. Tako so - poleg Turkov - ti vojaki sčasom predstavljali za lokalno prebivalstvo največjo nevarnost. To popolno razsulo Vojne krajine je omogočilo Turkom praktično neoviran prehod preko Kolpe, kar so izkoristili za nove in nove roparske pohode po Kranjskem. Položaj na meji je bil nevzdržen. Tako je habsburški nadvojvoda Karl kupil ozemlje hrvaškega grofa Zrinjskega med rekami Kolpo, Korano in Dobrno in dal leta 1579 tam postaviti po njem poimenovano utrdbo Karlsstadt, današnji Karlovec. Ta je kasneje predstavljal eno najpomembnejših preprek nadaljnjemu prodoru Turkov v naše kraje.